# 冰露
冰露（Ice Dew）是可口可乐公司旗下瓶装水品牌，曾拥有子品牌纯悦（Chun Yue）。